# Cratère de Deep Bay

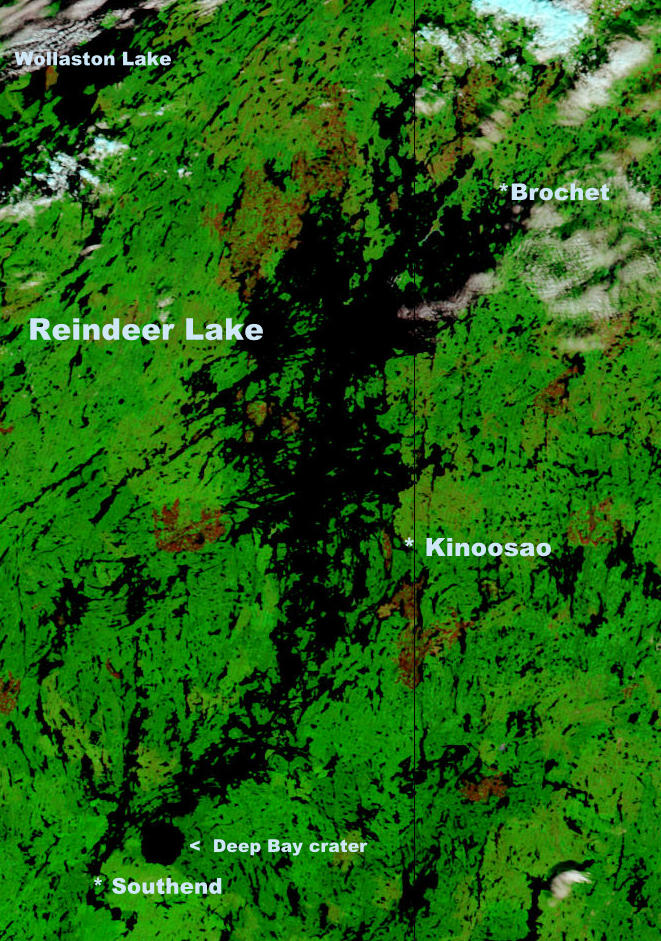
Région de Reindeer Lake; le cratère Deep Bay se trouve en bas de la photo satellite

Deep Bay est un cratère d'impact situé dans la Saskatchewan.
C'est une étendue d'eau circulaire d'un diamètre d'environ 13 km, et d'une profondeur de 220 m, ce qui en fait le lac le plus profond de la Saskatchewan. L'impact est daté de 99 ± 4 millions d'années.